# Estação de Nanlishilu
A Estação de Nanlishilu (Chinês Simplificado 南礼士路站; Chinês Tradicional 南禮士路站; pinyin: Nánlǐshìlù Zhàn) é uma estação na linha 1 do Metrô de Pequim.